# Ghost of a Smile
A Ghost of a Smile a Smile együttes második, egyben utolsó lemeze. A hanganyagot 1969-ben vették fel, de nem adták ki, mivel nem volt rá elég pénzük.[forrás?] A lemezt a Queen rajongók kérésére adták ki 1998-ban.

## Az album dalai
1. Earth  (Brian May/Tim Staffell) – 4:02
2. Step on Me  (May/Staffell) – 3:11
3. Doing All Right (May/Staffell) – 3:49
4. April Lady  (May) – 2:44
5. Blag (Roger Taylor) – 3:13
6. Polar Bear  (May/Taylor) – 4:05
7. Man from Manhattan (E.Howell/May/Mercury) – 4:56
8. Man from Manhattan (Back Again) (E.Howell/May/Mercury) – 3:21

## Közreműködők
- John Anthony – producer
- Barry DeSouza – segéd dobos
- Eddie Howell –  gitár(akusztikus), vokál,
- Brian May – gitár, zongora, vokál, háttérvokál,
- Freddie Mercury – zongora, Vokál, háttérvokál, producer,
- Lou Reizner – végrehajtói producer
- Jerome Rimson – basszusgitár
- Tim Staffell – gitár, vokálok, borító design
- Roger Taylor – dob, vokál, háttérvokál